# Russell Crowe
Russell Ira Crowe (Wellington, 7 april 1964) is een Nieuw-Zeelandse acteur. Hoewel hij zichzelf als Australisch beschouwt, heeft hij niet het staatsburgerschap van dat land.
Crowe won in 2001 een Academy Award voor zijn hoofdrol in Gladiator en werd daarnaast genomineerd voor dezelfde prijs voor The Insider en A Beautiful Mind. Daarnaast werden hem meer dan 25 andere filmprijzen toegekend, waaronder een Golden Globe en een BAFTA Award (beide voor A Beautiful Mind). In april 2010 kreeg Crowe een ster op de beroemde Hollywood Walk of Fame.

## Biografie
Crowes ouders verzorgden de catering op filmsets en namen hun zoon vanaf jonge leeftijd mee naar de set. Op vierjarige leeftijd verhuisde hij met zijn familie naar Sydney, Australië.
Na onder meer te hebben gespeeld in enkele afleveringen van de Australische soapserie Neighbours kreeg hij begin jaren negentig enkele grote rollen in Australische films. Vooral het controversiële Romper Stomper, een film over Australische skinheads, zorgde voor grote internationale aandacht.
Sharon Stone haalde hem in 1995 naar Hollywood voor de film The Quick and the Dead. Twee jaar later brak hij definitief door in de moderne film noir L.A. Confidential. In 1999 kreeg hij zijn eerste Oscarnominatie voor The Insider.
De film waarmee Crowe definitief zijn naam vestigde was Gladiator van Ridley Scott uit 2000. De film was een groot succes bij zowel het publiek (hij bracht in Amerika alleen al meer dan 180 miljoen dollar op) als bij de critici, ondanks dat de film een historisch epos was, een filmgenre dat al sinds de jaren zestig geen successen meer had gekend. Bovendien was de hoofdrol er een van een acteur die nog niet de sterrenstatus had bereikt. Uiteindelijk won de film onder meer de Oscar voor beste film en de Oscar voor beste acteur voor Crowe.
In 2001 toonde hij ook met ingetogener werk overweg te kunnen door voor de film A Beautiful Mind in de huid te kruipen van de schizofrene wiskundige John Forbes Nash. Crowe kreeg voor de rol zijn derde Oscarnominatie. In 2003 verscheen Master and Commander: The Far Side of the World, een zeevaardersepos. In 2005 werkte hij weer samen met Ron Howard (de regisseur van A Beautiful Mind) voor de boksfilm Cinderella Man.
In maart 2005 vertelde Crowe aan een tijdschrift dat de FBI voor de Oscaruitreiking van 2001 contact met hem had gezocht. De islamitische terroristische organisatie Al Qaida zou plannen hebben om hem vlak voor de Oscaruitreiking te ontvoeren. Dit is later bevestigd door de FBI.
In 2000 had Crowe een relatie met actrice Meg Ryan, die hij ontmoette tijdens het opnames van Proof of Life. Op 7 april 2003 trouwde Crowe met de Australische zangeres en actrice Danielle Spencer, die hij al sinds 1989 kende. Ze hebben twee zoons: Charles Spencer Crowe (geboren op 21 december 2003) en Tennyson Spencer Crowe (geboren op 7 juli 2006). Nadat het echtpaar al vijf jaar gescheiden van elkaar leefde, werd het huwelijk uiteindelijk in april 2018 officieel ontbonden.

### Muziekcarrière
Crowe richtte in 1992 samen met enkele vrienden de rockband 30 Odd Foot Of Grunts op. Crowe was de leadzanger en de gitarist. De band bracht drie albums uit maar is nooit een groot succes geworden. Inmiddels is de band ontbonden. Samen met Alan Doyle van de Canadese band Great Big Sea bracht Crowe in 2005 een album uit voor iTunes. Hij deed dit onder de artiestennaam Russ Le Roq.

## Arrestatie
In juni 2005 werd Crowe gearresteerd vanwege mishandeling van een hotelbediende in New York. Hij gooide een telefoon naar de hotelbediende, omdat die weigerde om hem meteen te helpen. De telefoon op de kamer van Crowe deed het niet en hij eiste dat de bediende dit meteen zou verhelpen. Crowe werd voorwaardelijk veroordeeld en moest 100.000 dollar betalen. Later noemde hij dit voorval "de ergste situatie waarin ik mezelf verwikkeld heb."

## Filmografie
- Kraven the Hunter (2024)
- Sleeping Dogs (2024)
- Land of Bad (2024)
- The Pope's Exorcist (2023)
- Poker Face (2022)
- Thor: Love and Thunder (2022)
- Unhinged (2020)
- The Loudest Voice (miniserie, 2019)
- Boy Erased (2018)
- The Mummy (2017)
- The Nice Guys (2016)
- Fathers and Daughters (2015)
- The Water Diviner (2014)
- Noah (2014)
- Winter's Tale (2014)
- Man of Steel (2013)
- Les Misérables (2012)
- The Man with the Iron Fists (2012)
- The Next Three Days (2010)
- Robin Hood (2010)
- State of Play (2009)
- Tenderness (2009)
- Body of Lies (2008)
- American Gangster (2007)
- 3:10 to Yuma (2007)
- A Good Year (2006)
- Cinderella Man (2005)
- Master and Commander: The Far Side of the World (2003)
- A Beautiful Mind (2001)
- Gladiator (2000)
- Proof of Life (2000)
- Mystery, Alaska (1999)
- The Insider (1999)
- L.A. Confidential (1997)
- Breaking Up (1997)
- Heaven's Burning (1997)
- No Way Back (1995)
- The Quick and the Dead (1995)
- Virtuosity (1995)
- Rough Magic (1995)
- The Sum of Us (1994)
- For the Moment (1993)
- The Silver Brumby (1993)
- Love in Limbo (1993)
- Hammers over the Anvil (1993)
- Romper Stomper (1992)
- Spotswood (1992)
- Proof (1991)
- The Crossing (1990)
- Blood Oath (1990)